# Krzysztof Michalik (informatyk)
Krzysztof Michalik (ur. 11 grudnia 1956 w Katowicach) – polski informatyk, naukowiec, przedsiębiorca.

## Specjalizacja naukowa
Profesor na Wydziale Informatyki i Komunikacji oraz Kierownik Zakładu Sztucznej Inteligencji Uniwersytetu Ekonomicznego w Katowicach. Specjalizował się w inżynierii oprogramowania, od dłuższego czasu zajmuje się badaniami w dziedzinie sztucznej inteligencji. Zajmuje się również problematyką zarządzania wiedzą (ZW), zwłaszcza technologiami informatycznymi do wspomagania jego procesów. Jest autorem wielu publikacji krajowych i zagranicznych, a także oryginalnych opracowań praktycznych (R&D), w tym wdrożonych do tzw. praktyki. Zaangażowany jest również w popularyzowanie problematyki sztucznej inteligencji, w tym systemów ekspertowych.

## Dorobek naukowo-wdrożeniowy
Opracował ok. 1985 roku jeden z pierwszych polskich szkieletowych systemów ekspertowych, z dziedziny sztucznej inteligencji, o nazwie PC-Expert.
Pierwszą poważną weryfikacją rozwiązań zastosowanych w tym systemie był kolejny opracowany przez niego system ekspertowy Diagnosta MC14007. do diagnostyki procesu produkcji układów scalonych, współtwórcą był dr inż. Tomasz Gutt z Instytutu Technologii Elektronowej w Warszawie.
Jest twórcą pierwszego polskiego hybrydowego systemu ekspertowego PC-Shell, a także unikatowego w skali kraju pakietu sztucznej inteligencji Aitech SPHINX. 
Systemy PC-Shell oraz pakiet Aitech SPHINX były lub są wykorzystywane na większości polskich uczelni o różnym profilu, w dydaktyce, badaniach naukowych, a także w wielu pracach licencjackich, magisterskich, doktorskich, a także habilitacyjnych. System ekspertowy PC-Shell był. m.in. podstawą do zbudowania pierwszej tego typu aplikacji medycznej z dziedziny psychiatrii w Polsce o nazwie Salomon, przeznaczonej do diagnostyki depresji (zaburzeń afektywnych). Z użyciem systemu ekspertowego PC-Shell i pakietu Aitech SPHINX, zaprojektował i wdrożył inteligentny system wspomagania decyzji Aitech DSS, wykorzystujący m.in. technologię systemów ekspertowych i sieci neuronowych z pakietu SPHINX.
Wraz z rozwojem systemu PC-Shell oraz symulatora sieci neuronowych Neuronix, będącymi zalążkami koncepcji pakietu SPHINX, zaprojektował również i implementował od około 1992 roku oryginalny system do komputerowego wspomagania inżynierii wiedzy o roboczej nazwie dbMaker. Później ten system został rozwinięty i przemianowany na CAKE od Computer Aided Knowledge Engineering przez pewną analogię do systemów klasy CASE. Ta koncepcja sprawdziła się w praktyce, był to jednocześnie prawdopodobnie pierwszy tego typu system w Polsce. Wśród wielu jego funkcji włączono do niego m.in. moduł testowania – weryfikacji i walidacji bazy wiedzy.
Założył pierwszą polską firmę typu „High-Tec” specjalizującą się w problematyce sztucznej inteligencji. Jej ideą i misją zgodnie z intencją założyciela było postulowane dziś silnie powiązanie nauki i osobistych prac badawczych z praktyką gospodarczą, m.in. przez sprzężenie zwrotne przekazu wiedzy i doświadczeń, a także popularyzacja w Polsce oraz upowszechnienie zastosowań systemów sztucznej inteligencji. Jednocześnie była to tzw. twarda weryfikacja praktycznych opracowań badawczych i naukowych.

## Nagrody i odznaczenia
27 czerwca 2002 za osiągnięcia naukowe i zawodowe został odznaczony przez prezydenta Rzeczypospolitej Polskiej Aleksandra Kwaśniewskiego Srebrnym Krzyżem Zasługi. 13 grudnia 2012 roku za osiągnięcia zawodowe został odznaczony przez prezydenta Rzeczypospolitej Polskiej Bronisława Komorowskiego Złotym Krzyżem Zasługi. Laureat wielu nagród, wyróżnień krajowych i zagranicznych w swojej dziedzinie  Jego biogramy w formie wyróżnień zostały umieszczone m.in. w Marquis Who's Who (USA), a także w publikacjach ABI (American Bographical Institute).

## Członkostwo w organizacjach i stowarzyszeniach
Był lub jest członkiem następujących organizacji i stowarzyszeń zawodowych:
- The New York Academy of Sciences (USA),
- AAAI – The American Association for Artificial Intelligence (USA),
- IEEE Computer Society (USA),
- INNS – International Neural Networks Society (USA),
- The Planetary Society (USA),
- Polskie Towarzystwo Informatyczne,
- Polskie Stowarzyszenie Sztucznej Inteligencji,
- Polskie Stowarzyszenie Zarządzania Wiedzą.
- Klub Sceptyków Polskich